# 아카데미

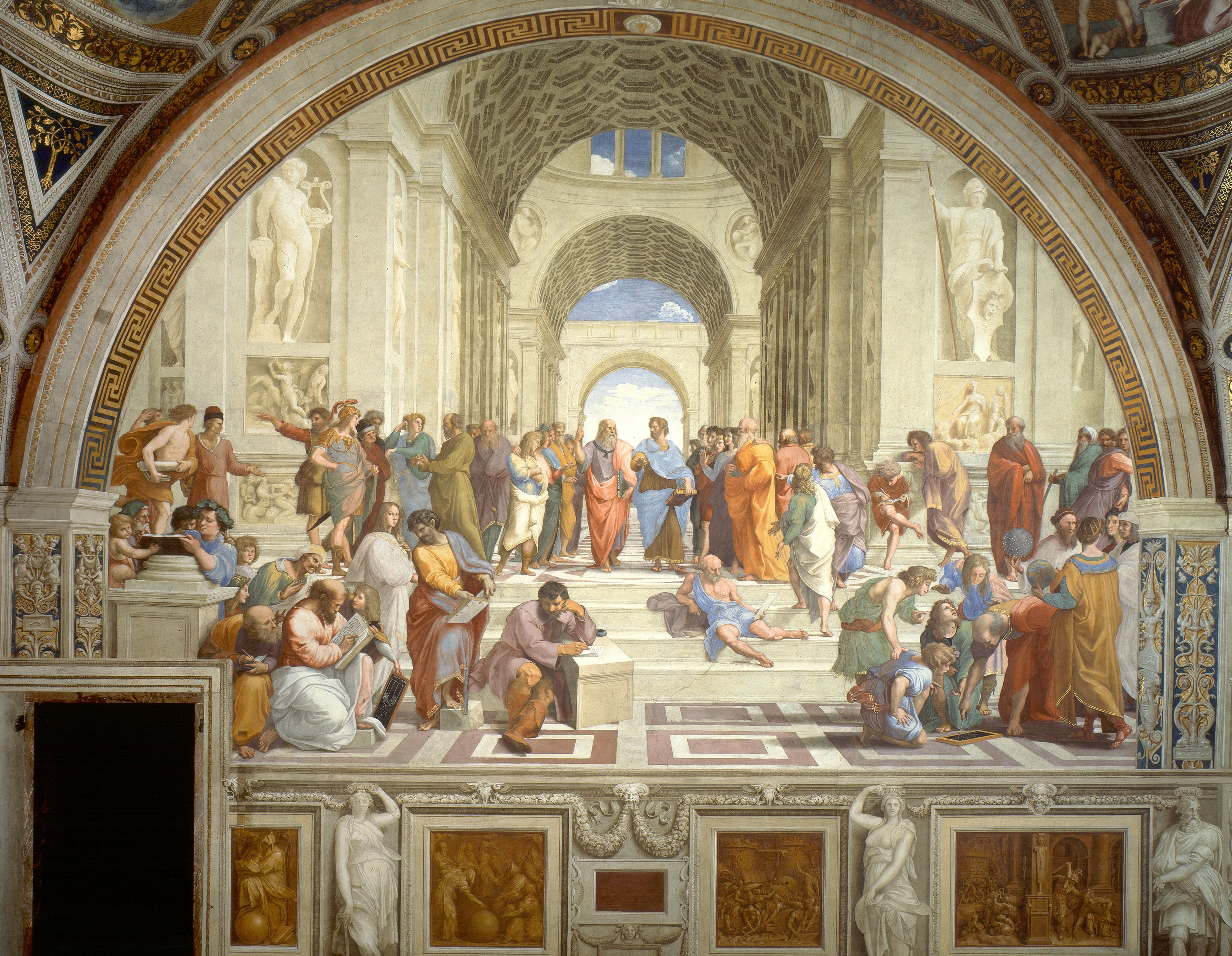

아카데미(영어: academy), 학술원(學術院), 학사원(學士院)은 원래 고대 그리스의 철학자 플라톤이 아테네에 연 아카데메이아(그리스어: Ἀκαδημία)에서 유래해, 르네상스 이후 학술단체, 학회 등의 의미로 사용되고 있다. 한림원(翰林院)이라도고 하는데, 완벽히 일치하는 번역어는 아니다. 현재는 학원(學院)의 명칭까지 다양한 의미로 사용되기도 한다.